# 中霍爾蒂察河

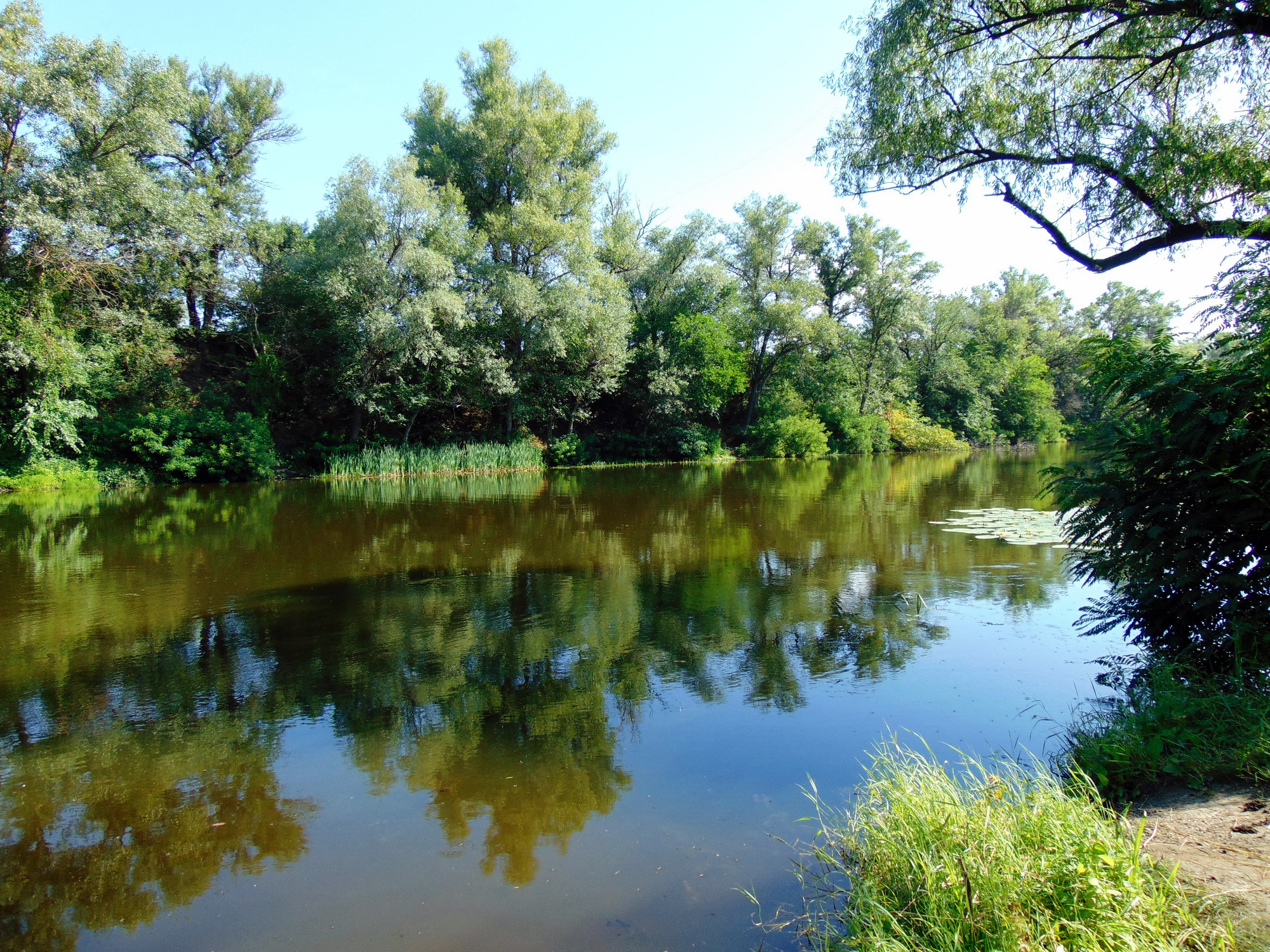
河口

中霍爾蒂察河（烏克蘭語：Середня Хортиця），是烏克蘭的河流，位於該國東部，屬於第聶伯河的右支流，發源自維索凱以東，流經第聶伯羅彼得羅夫斯克州和扎波羅熱州，河道全長30公里。